# Der Usedom-Krimi: Engelmacher
Engelmacher ist ein Fernsehfilm aus der Kriminalfilmreihe Der Usedom-Krimi. Er wurde im Auftrag von ARD Degeto und dem NDR von der Razor Film Produktion für Das Erste produziert. Die 3. Folge der Filmreihe wurde am 10. November 2016 erstgesendet.

## Handlung
Julia Thiel kommt nach ihrem schweren Unfall aus der Reha zurück und stürzt sich gleich wieder in die Polizeiarbeit. Die junge Polin Jadwiga, die zusammen mit Julias Tochter Sophie kellnert, ist verschwunden. Ihr Freund, der strenggläubige Christoph Dierwald, protestiert in Heringsdorf vor einer Klinik gegen Schwangerschaftsabbrüche, welche dort insbesondere an polnischen Frauen vorgenommen werden. Er führt zusammen mit seiner Schwester Jasmin die Familiengärtnerei, nachdem beide vor fünf Jahren ihre Eltern verloren haben. Die Suche der Polizei nach Jadwiga bleibt erfolglos.
In der Klinik arbeitet auch die polnische Gynäkologin Dr. Kaminska. Diese sucht Karin Lossow auf und gesteht ihr, dass sie eine Affäre mit Karins Mann hatte und sie ihr verzeihe, dass Karin ihren Mann erschossen hat. Sie teilt ferner mit, dass sie einen Sohn von Karins Mann habe. Karin weist die Frau ab, lässt sich aber dennoch darauf ein, sich noch einmal bei ihr zu treffen. Nachdem Karin bei ihr gewesen ist, wird Dr. Kaminska ein paar Stockwerke unterhalb ihres Fensters tot auf dem Vordach ihres Wohnhauses aufgefunden. Es sieht nach einem Tötungsdelikt aus. Da ein Nachbar Karin erkannt hat, ist sie die Haupttatverdächtige und wird festgenommen. Sie kann allerdings eine Haftverschonung erwirken, da die Protestierenden auch das Auto der Gynäkologin mit Farbbeuteln bewarfen und so ebenfalls als Täter in Frage kämen.
Nachdem bei Christoph eine Lösegeldforderung eingegangen ist, findet Julia Thiel heraus, dass Jadwiga Patientin in der Klinik war. Karin sucht die Gärtnerei auf, wo ihr ein Wagen auffällt, den sie vor dem Wohnhaus von Frau Kaminska gesehen hat. Sie verfolgt den Wagen und findet in einem verlassenen Haus Jadwiga, die die Entführerin überwältigen kann. Jasmin hat die schwangere Jadwiga ohne Christophs Wissen entführt, um sie so lange gefangen zu halten, bis ein Schwangerschaftsabbruch nicht mehr möglich wäre. Die Lösegeldforderung hat sie vorgetäuscht. Der Tod der Gynäkologin stellt sich als Suizid heraus. Dr. Kaminska litt seit Jahren an Depressionen und ließ sich von ihrem Nachbarn, einem Apotheker, durch Rezeptbetrug mit Medikamenten versorgen. Dieser war beim Fenstersprung anwesend, hat ihn der Polizei aber verschwiegen, weil er Karin für den Tod der Frau verantwortlich sah.

## Produktion
Der Film wurde vom 13. Juli 2015 bis zum 10. August 2015 vorwiegend auf der Ostseeinsel Usedom sowie in Berlin gedreht. Das Haus an der Heringsdorfer Chaussee, in dem Dr. Kaminska zu Tode kommt, ist ein Hochhaus an der Peenemünder Straße in Wolgast.

## Rezeption

### Kritik
Das Lexikon des internationalen Films schreibt in seiner Rezension, der Film sei ein „[g]ut gespielter, mitunter aber recht wirrer und zu wenig ausgereifter (Fernsehserien-)Krimi, der durch familiäre Tragödien der Protagonisten zusätzliche emotionale Tiefe bekommen soll, was aber eher aufgesetzt als glaubwürdig erscheint“,.
Für die Kritiker der Fernsehzeitschrift TV Spielfilm war Engelmacher ein „gehobener Krimi der unaufdringlichen Art“. Sie bewerteten den Film mit dem Daumen nach oben.

### Einschaltquoten
Die Erstausstrahlung des Films am 10. November 2016 sahen in Deutschland 5,9 Millionen Zuschauer, was einem Marktanteil von 18,4 % entsprach.